# Amy Liptrot
Amy Liptrot (Isole Orcadi, ...) è una scrittrice scozzese.

## Biografia
Nata e cresciuta nelle Isole Orcadi, dopo aver frequentato l'Università di Edimburgo ha vissuto una decina di anni a Londra prima di tornare nelle isole natali per disintossicarsi dall'alcolismo.
Ha raccontato questa esperienza di rinascita personale nell'opera d'esordio, il memoir Nelle isole estreme, uscito nel 2016 e trasposto nell'omonima pellicola cinematografica nel 2024.
Nel 2022 ha dato alle stampe la seconda opera autobiografica, The Instant, racconto di un anno passato a Berlino e analisi di un'intensa relazione sentimentale.

## Opere

### Memoir
- Nelle isole estreme (The Outrun, 2016), Parma, Guanda, 2017 traduzione di Stefania De Franco ISBN 978-88-235-1667-0.
- The Instant (2022)

## Adattamenti cinematografici
- The Outrun, regia di Nora Fingscheidt (2024)

## Premi e riconoscimenti

### Vincitrice
Premio Wainwright
- 2016 con Nelle isole estreme[6]

Premio PEN/Ackerley
- 2017 con Nelle isole estreme[7]